# Slåttjärnarna, Härjedalen
Slåttjärnarna är en sjö i Härjedalens kommun i Härjedalen och ingår i Ljusnans huvudavrinningsområde. Sjön har en area på 0,0586 kvadratkilometer och ligger 587 meter över havet. Slåttjärnarna ligger i Himmelsflöten Natura 2000-område.

## Delavrinningsområde
Slåttjärnarna ingår i det delavrinningsområde (690995-143390) som SMHI kallar för Ovan Kölbäcken. Medelhöjden är 550 meter över havet och ytan är 29,29 kvadratkilometer. Räknas de 4 avrinningsområdena uppströms in blir den ackumulerade arean 93,55 kvadratkilometer. Linan (Mossån) som avvattnar avrinningsområdet har biflödesordning 3, vilket innebär att vattnet flödar genom totalt 3 vattendrag innan det når havet efter 244 kilometer. Avrinningsområdet består mestadels av skog (68 procent) och sankmarker (30 procent). Avrinningsområdet har 0,38 kvadratkilometer vattenytor vilket ger det en sjöprocent på 1,3 procent.